# Bitch Queens
Bitch Queens ist eine Punk-Rock-Band, die 2008 in Basel (Schweiz) gegründet wurde.

## Geschichte
Die Band wurde im Jahre 2000 in Basel von den Schulfreunden Dan Solbach, David Atwood, Melchior Quitt und Harry Darling unter dem Namen „Hot Cut-Up Pancake & the Grannies On Flying Wheelchairs“ gegründet.
2008 wurde die Band auf den heutigen Namen „Bitch Queens“ umbenannt. 2009 verließ der Sänger und Bassist David Atwood die Band. Im August desselben Jahres übernahm der Gitarrist Melchior Quitt die Rolle als Sänger. Als Bassist wurde Marcel Colomb in die Band aufgenommen.
Nach Aufnahme zweier Demo-Alben in den Jahren 2004 und 2007 sowie der EP High Strung im Jahr 2009 wurde im Jahr 2010 mit Female Shotgun das eigentliche Debüt-Album der Band veröffentlicht. Joachim Hiller kam im Ox-Fanzine zu dem Schluss: „Die Produktion ist perfekt und super trocken, und wüsste man nicht, dass die Herren aus der Schweiz kommen, ich hätte auf die USA getippt und eine Jack Endino-Produktion. Elf Songs, die sehr geschmeidig durchlaufen.“ Moritz Alves, der bereits die EP High Strung rezensierte, empfahl das Debüt-Album beim Online-Magazin RockTimes mit den Worten „Antesten lohnt sich!“ 2013 verliess Gründungsmitglied Dan Solbach die Band, dafür wurde Daniel Schönenberger als Gitarrist aufgenommen.
2014 erschien das Album Kill Your Friends. Die Veröffentlichung erfolgte im Rahmen der 4-Jahres-Jubiläumsfeier des Soulseller Magazins unter dem Motto „Respect The Rock“ im Berlin-Kreuzberger „Cortina Bob“. Norman R. kam in seinem Review auf musikreviews.de zur abschließenden Meinung, dass man Bitch Queens „als Fan der oben genannten Bands (The Hellacopters, Backyard Babies, Turbonegro, Danko Jones) unbedingt auf dem Zettel haben und bei der nächsten Gelegenheit bei einem Konzert der Jungs mal so richtig die Sau rauslassen“ sollte. Jens Peters und Thomas Kupfer bewerteten das Album bei Rock Hard mit der Note 8.0.
2015 wurde die Band für den Basler Pop-Preis nominiert und tourte zudem in Japan. Eindrücke der Tour veröffentlichten sie als vierteiliges Video-Tourtagebuch auf der Videoplattform YouTube.
2017 erschien das dritte Album L.O.V.E. auf dem Basler Label Lux Noise, mit welchem die Band in Europa und den USA tourte. Das Ox-Fanzine bewertet die Platte mit der Note 7/10 und beschreibt die Bitch Queens als Nachfolger Turbonegros.
Im Herbst 2019 veröffentlichte die Band ihr viertes Album City Of Class. Die Platte erschien zusammen mit drei Musikvideos und wurde im Classic Rock Magazine mit 9/10 Punkten als „goddamn R‘n‘R record of the year“ bezeichnet.

## Veröffentlichungen
Alben
- 2004: Hot Cup-Up Pancake (Demo)
- 2007: Blood On Our Hands (Demo)
- 2010: Female Shotgun (Lux Noise / NonStopMusic)
- 2014: Kill Your Friends (Lux Noise / Cargo Records)
- 2017: L.O.V.E. (Lux Noise / Ghost Highway Recordings / Savage Magic Records)
- 2019: City Of Class (Lux Noise / Spaghetty Town Records)[12]
- 2021: Custom Dystopia (Lux Noise)[13]

EPs
- 2009: High Strung (Promo)
- 2012: Suck It Up! (Lux Noise)

Singles
- 2011: Bitch Queens / Trashmonkeys (7″-Split; Lux Noise)
- 2011: Bitch Queens / Dirty Blondes (7″-Split; Lux Noise)
- 2012: Bitch Queens / The Lombego Surfers (7″-Split; Lux Noise)
- 2013: Gimme A Kiss (7″; Lux Noise)
- 2013: Bitch Queens / Delilahs (7″-Split; Lux Noise / Subversiv Records)
- 2015: The Hip Priests / Bitch Queens (7″-Split; Speedowax Records)
- 2016: The Hip Priests / Bitch Queens / The Chuck Norris Experiment / King Mastino - Tribute to Alice Cooper (7″-Split; Lux Noise / Strange Magic Records / Ghost Highway Recordings / 442e Rue / Beluga Records / Woimasointu)
- 2016: Bitch Priests / The Hip Queens (7"-Split; Lux Noise)
- 2016: The Hip Priests / Bitch Queens / The Chuck Norris Experiment / King Mastino - Tribute to Lemmy Kilmister (7″-Split; Lux Noise / Strange Magic Records / Ghost Highway Recordings / 442e Rue / Beluga Records / Woimasointu)
- 2017: Anti-Social (7"; Lux Noise)[14]
- 2017: Bitch Queens / Scumbag Millionaire / The Empire Strikes / V.C.P.S. (7"-Split; Lux Noise)

Kompilationsbeiträge
- 2007: Lover Boy auf Glamnation Vol. 1 (272 Records)
- 2010: Thrill Machine auf Ox-Compilation #92 (Ox-Fanzine)
- 2011: Hooked on Gasoline auf Rockförderverein Basel Sampler
- 2015: Gimme A Kiss auf Classic Rock Compilation 38 (Classic Rock)
- 2017: R'n'R Idiot auf RFV - Pop Basel 2016[15]

Musikvideos
- 2012: Ain't Good Enough
- 2014: Gimme a Kiss
- 2015: Kill Your Friends
- 2015: Lick It Like You Like It
- 2016: Again, Again & Again
- 2017: Anti-Social[16]
- 2018: Techno Is Dead
- 2019: R-Rated
- 2019: City of Class
- 2019: Süperböy
- 2019: Never Say Never
- 2021: Burn It Down
- 2021: Con Man Contraband